# Public Finance Act 1989
Der Public Finance Act 1989 ist ein Gesetz in Neuseeland, das die öffentlichen Finanzen Neuseelands regelt. Das Gesetz wurde am 21. Dezember 2004 durch den Public Finance Amendment Act 2004 letztmals ergänzt. Das Gesetz zählt zu den verfassungsgebenden Gesetzen des Landes.

## Hintergrund
Eines der wichtigsten Mittel und Möglichkeiten des neuseeländischen Parlamentes die Regierung zu überprüfen und zu kontrollieren, ist das regelmäßige Verfahren zur Erteilung von Finanzbefugnissen an die Regierung. Der Paragraph 22 des Constitution Act 1986 weist ausdrücklich darauf hin, dass es für die Krone (Regierung) nicht zulässig ist, ohne einen Beschluss des Parlamentes Steuern zu erheben, Geld zu leihen oder öffentliche Gelder auszugeben.
Der Public Finance Act 1989 bildet den zentralen Rechtsrahmen, innerhalb dessen die Regierung Kredite aufnehmen und öffentliche Gelder ausgeben kann. Das Gesetz berücksichtigt sowohl das Recht des Parlamentes als auch der Exekutive, Angelegenheiten schnell und wirksam verwalten zu können.

## Das Gesetz
- Als Ziel des Gesetzes wird unter der Einleitung im Abschnitt 1A (1) die Konsolidierung und Änderung des Gesetzes über die Verwendung der öffentlichen Finanzmittel angegeben.[4]
- Der Teil 1 des Gesetzes widmet sich der Regelung der Appropriations (Mittelzuweisung) im Staat, die Art des Mittelverwendungssystems und die Berichterstattung über die Verwendung der Mittel.[5][3]
- Im Teil 2 werden unter Fiscal responsibility and wellbeing (Finanzielle Verantwortung und Wohlstand) die Grundsätze einer verantwortungsvollen Haushaltsführung umrissen und beschreibt die gemäß im Teil 1 des Gesetzes erstellten Haushaltsberichte und -erklärungen.[6][3]
- Der Teil 3 regelt unter Reporting by Government reporting entity (Berichterstattung durch das berichtende staatliche Unternehmen) die Anforderungen an konsolidierte Jahresabschlüsse der berichtenden Regierungseinheit.[7][3]
- Im Teil 4 werden unter Reporting by departments (Berichterstattung nach Abteilungen) die Verantwortlichkeiten des Leiters des Ministeriums für das Finanzmanagement beschrieben und die Rolle der externen Berichte des Ministeriums erläutert, die über die geplante und tatsächliche finanzielle und nichtfinanzielle Leistung des Ministeriums Auskunft geben.[8][3]
- Der Teil 5 behandelt Special reporting requirements (Besondere Meldepflichten)[9]
- Der Teil 5AAA behandelt Non-listed companies in which the Crown is majority or sole shareholder (Nicht börsennotierte Unternehmen, bei denen die Krone Mehrheits- oder Alleinaktionär ist)[10]
- Der Teil 5A behandelt Mixed ownership model companies (Unternehmen mit gemischtem Eigentumsmodell)[11]
- Der Teil 6 regelt unter Borrowing, securities, derivatives, investment, banking, and guarantees (Anleihen, Wertpapiere, Derivate, Investitionen, Bankgeschäfte und Garantien) alle Geldgeschäfte des Staates.[12]
- Im Teil 7 regelt unter Trust money (Treuhandgelder) die besondere Behandlung des Geldes und von öffentlichen Gelder getrennte Verbuchung.[13]
- Der Teil 7A behandelt Security and intelligence departments (Sicherheits- und Nachrichtendienste)[14]
- Der Teil 8 behandelt General provisions (Allgemeine Bestimmungen)[15]

Mit den beiden Gesetzen des:
- Provisions relating to Public Finance Amendment Act 2013 (Bestimmungen in Bezug auf das Gesetz zur Änderung der öffentlichen Finanzen 2013)[16] und des
- Public Finance Amendment Act 2004 (Gesetz zur Änderung der öffentlichen Finanzen 2004)[17]

wurde der Public Finance Act 1989 zweimalig geändert und angepasst. 